# Тробојна плочарица
{{Taxobox
| image = Peziza phyllogena 218006.jpg
| image_width= 234px
| image_caption =
| regnum = 
| divisio = 
| classis = 
| ordo = 
| familia = 
| genus = 
| species = 
| binomial = 
| binomial_authority = 
| synonyms_ref = 
| synonyms = -{Aleuria olivacea Boud.(1897)

Peziza olivacea (Boud.) Sacc. & P.Syd. (1899)

Galactinia olivacea (Boud.) Boud. (1907)

Plicaria olivacea (Boud.) Keissl. (1922)

Peziza badioconfusa Korf (1954)

Galactinia badioconfusa (Korf) Svrček & Kubička (1963)}-
}}
Тробојна плочарица (лат. Peziza badio confusa) је јестива гљива која се може наћи у нижим крајевима, на пјеску, првенствено грађевинском, често и на смећу гдје има папира, а подлога је пјешчаноглинена, те га можемо наћи по стазама.

## Апотециј
Апотециј код ове гљиве је величине од 5 до 11 центиметара, без стручка, једино што је мицелијем стручколико продуљен, инкорпорирајући супстрат. Млађи су доста правилног кружног облика дубље шољице, с понешто унутра заврнутим голрњим крајем. Уз њега понекад је и мало ребрасто усјечен. С временом се све више шири и спушта, све више коврча, мрешка и пресавија: од средине почињу се разграњивати у вене, а од краја распуцавати на лапове. У почетку му је површина влажна, глатка, па понешто и сјајна. Касџије се доима готово баршунасто-желатинозно. Лијепе је лисичје, до риђе боје, спримјесом, или у омањим партијама маслинасте, жућкасте или смеђе боје.

## Ексципулум
Ексципулум је врло ситно паперјаст, готово пјешчано. Углавном је истобојан с хименијем, горњој површини, само што је маслинаста компонента израженија, мјешајући се с бијелом, сивом, риђом или жућкастом већ према нивоу влажности и старости. Сушити се почиње одоздо, те заједно с врхом мицелија постаје бијел, а нагоре свјетлији.

## Месо
Месо код ове гљиве је дебело, величине од 2 до 4 милиметра. Свјеже је, истобојно с објема површинама. Брзо се суши и постаје бијело. Тек убрана гљива мирише неугодно, готово на канализацију, усто на земљу и плијесан.

## Микроскопија
Споре правилно елиптичне или помало нагињу вретенастом облику, већином с двије насупротне капље, али зреле и без њих, тада крупно и упадљиво брадавичасте: 17.5-19.25/(7)-8.5-9.75-(10.5). Асци су унисериатни, али споре у равнини или укосо дјелимично једна преко друге; на јод у врху, али не и даље, јако поплаве: 240-300/12.5-17. Парафизе су у врху вретенасте, понеке мало ушиљене. На најширем мјесту подно врха највише 8.5, при самом врху 3-4. Субхимениј се састоји од texturae angularis, измјешане с црволиким, разгранатим али и ситним хифама. 

## Доба
(IV) V (VI)

## Јестивост
Ова гљива је изванредно укусна, њежно-миришљава кад се пржи у властитом соку, с укусом на кестене и вргање - гљива која на љествици по укусу спада међу првих десет. Њен оштри мирис смјеста ишчезне на ватри и опојно испарава.

## Сличне врсте
Из конфузије око смеђе плочарице, Peziza badia, родила се badioconfusa. Оне су поприлично сличне, али у више момената могу се ипак лаго разликовати.
Разлике:
| Смеђа плочарица                                 | Тробојна плочарица                             |
| ----------------------------------------------- | ---------------------------------------------- |
| Химениј свјетлије смеђ, без црвенкасте примјесе | Хименије загаситосмеђ, с црвенкастом примјесом |
| Мирис блажи, на земљу                           | Мирис оштро одбојан                            |
| Расте у шуми                                    | Расте на рудералним мјестима                   |
| Месо бијеле боје                                | Месопурпурносмеђе боје                         |
| На јод реагује цио асцус                        | На јод реагује само врх                        |
| Парафизе у врху су батинасте                    | Парафизе у врху вретенасте                     |
| Споре су мрежасто брадавичасте                  | Споре само брадавичасте                        |

И смеђа плочарица је јестива, поприлично укусна иако заостаје за тробојном.